# Eisler Mátyás
Eisler Mátyás (Páty, 1865. szeptember 8. – Kolozsvár, 1930. december 13.) erdélyi magyar hebraista, szakíró, Kolozsvár főrabbija, egyetemi magántanár.

## Életútja, munkássága
Teológiai tanulmányait a Pesti Rabbiképzőben és a berlini Hildesheimer-féle rabbiszemináriumban végezte. 1889-ben bölcsészdoktori oklevelet szerzett. 1890-ben az Országos Izraelita Tanítóképző Intézet héber tanáraként dolgozott, majd a következő évben megválasztották Kolozsvár főrabbijává. 1892-ben a sémi nyelvek magántanárává habilitálták a Ferenc József Tudományegyetemen. Több mint 200 cikke, tanulmánya jelent meg a sémi nyelvészet, a zsidó történelem és irodalomtörténet köréből. Feldolgozta Apáczai Csere János héber tanulmányait (1900) s a régi magyar hebraisztikát (1911). Az első világháborút követő esztendőkben az Új Kelet egyik szellemi irányítója; 1923-tól a KZST tagja. Számos cikke jelent meg a Pester Lloydban, a Neues Pester Journalban, az Egyenlőségben, az Erdélyi Múzeumban, az Allgemeine Zeitung des Judentumsban, az Új Keletben és sok más lapban. Tagja volt a Magyar zsidó lexikon szerkesztőbizottságának.

## Nevezetesebb művei
- A gyökbeli hangok interdialektikus változásai az aram nyelvekben (Budapest, 1889)
- Az erdélyi zsidók múltjából (1901)
- Az erdélyi országos főrabbik (Kolozsvár 1901)
- Maimuni és az Agáda (1905)
- A zsidók legrégibb erdélyi emlékei (1906)
- A tenger a biblia költészetében (Budapest, 1914)